# Upeneus supravittatus
Upeneus supravittatus är en fiskart som beskrevs av Franz Uiblein och Phillip C. Heemstra 2010. Upeneus supravittatus ingår i släktet Upeneus och familjen mullefiskar. Inga underarter finns listade i Catalogue of Life.